# Генрі Авагян
Генрі Авагян (вірм. Հենրի Ավագյան, нар. 16 січня 1996, Єреван) — вірменський футболіст, воротар клубу «Нораванк».
Виступав, зокрема, за клуби «Міка», «Бананц» та «Алашкерт», а також національну збірну Вірменії.
Володар Суперкубка Вірменії. Володар Кубка Вірменії.

## Клубна кар'єра
У дорослому футболі дебютував 2014 року виступами за команду «Міка», в якій провів два сезони, взявши участь в одному матчі чемпіонату. 
Своєю грою за цю команду привернув увагу представників тренерського штабу клубу «Бананц», до складу якого приєднався 2016 року. Відіграв за єреванську команду наступні два сезони своєї ігрової кар'єри.
У 2018 році уклав контракт з клубом «Алашкерт», у складі якого провів наступні два роки своєї кар'єри гравця. 
Протягом 2020—2021 років захищав кольори клубу «Ван» (Чаренцаван).
До складу клубу «Нораванк» приєднався 2021 року. Станом на 30 червня 2022 року відіграв за єреванську команду 16 матчів в національному чемпіонаті.

## Виступи за збірні
У 2012 році дебютував у складі юнацької збірної Вірменії (U-17), загалом на юнацькому рівні взяв участь у 2 іграх.
Протягом 2017–2018 років залучався до складу молодіжної збірної Вірменії. На молодіжному рівні зіграв у 10 офіційних матчах, пропустив 1 гол.
У 2018 році дебютував в офіційних матчах у складі національної збірної Вірменії.

## Титули і досягнення
- Володар Суперкубка Вірменії (2):

«Алашкерт»: 2018
Арарат-Вірменія: 2024
- Володар Кубка Вірменії (1):

«Алашкерт»: 2018-2019